# Real Federação Espanhola de Voleibol
A Real Federação Espanhola de Voleibol  (em espanhol: Real Federación Española de Voleibol RFEVB) é  uma organização fundada em 1950 que governa a pratica de voleibol na Espanha, sendo membro da Federação Internacional de Voleibol  desde 1953 e da Confederação Européia de Voleibol, a entidade é responsável por  organizar  os campeonatos nacionais de  voleibol masculino e feminino no país.